# Henry Kaltenbrun
Henry Gustaves Kaltenbrun (Vryburg, Província del Nord-oest, 15 de maig de 1897 - Benoni, Gauteng, 15 de febrer de 1971) va ser un ciclista sud-africà que va prendre part en els Jocs Olímpics de 1920 i 1924.
Va guanyar dues medalles als Jocs Olímpics d'Anvers, el 1920: una de plata en la contrarellotge individual, per darrere Harry Stenqvist i per davant Fernand Canteloube; i una de bronze en la persecució per equips, formant equip amb James Walker, Sammy Goosen i William Smith. El 1924, als Jocs Olímpics de París, finalitzà en onzena posició en la contrarellotge individual i abandonà en la cursa dels 50 quilòmetres.